# Masahista - Il massaggiatore
Masahista - Il massaggiatore (Masahista) è un film del 2005 diretto da Brillante Mendoza.
La pellicola ha vinto il premio del concorso video del Locarno Festival e il premio del pubblico del Torino International Gay & Lesbian Film Festival e vede come protagonista un giovane Coco Martin all'inizio della sua carriera d'attore.

## Trama
Un ragazzo lavora in un salone di massaggi riservato a uomini omosessuali a Manila, e con alcuni di questii si trova ad intrattenere anche rapporti sessuali. Venuto a conoscenza del fatto che il padre si trova a letto gravemente malato torna a casa a Pampanga, solo per scoprire che è appena morto; assiste amorevolmente alle pratiche di preparazione del cadavere in vista della sepoltura, tra cui la vestizione del corpo ed il suo trasporto all'obitorio.